# John Bassett
Pour les articles homonymes, voir Bassett.
John White Hughes Bassett  (25 août 1915 - 27 avril 1998) était un homme d'affaires et éditeur canadien.

## Biographie
Fils de John Basset (1886-1958), éditeur du Montreal Gazette, après avoir été reporter au Globe and Mail, il achète le magazine Sherbrooke Daily Record à son père. En 1952, il achète une partie du capital du Toronto Telegram (en) et en 1960, il fonde Baton Broadcasting, future CTV.
John Bassett est propriétaire des Argonauts de Toronto de la Ligue canadienne de football de 1957 à 1974. Il est également un actionnaire principal et co-dirigeant des Maple Leafs de Toronto de la Ligue nationale de hockey avec Stafford Smythe et Harold Ballard à partir de 1961.